# The Passage Back to Life
The Passage Back to Life debitantski je studijski album hrvatskog gothic metal-sastava Ashes You Leave. Album je 2. kolovoza 1998. godine objavila diskografska kuća Morbid Records.

## Popis pjesama
| 1.    | »Salva Me (Intro)« (instrumental) | 2:19 |
| 2.    | »The Passage Back to Life«        | 8:32 |
| 3.    | »Thorn of the Dead Flower«        | 9:18 |
| 4.    | »Drowning in My Dreams«           | 5:59 |
| 5.    | »Lay Down Alone«                  | 9:38 |
| 6.    | »White Chains«                    | 7:55 |
| 7.    | »Tears«                           | 3:46 |
| 47:27 |                                   |      |

## Zasluge
Ashes You Leave
- Neven Mendrila – gitara
- Vladimir Krytuija – vokali, klavijature
- Kristijan Milić – bas-gitara
- Gordan Cenčić – bubnjevi
- Dunja Radetić – vokali, flauta
- Berislav Poje – gitara
- Marta Batinić – violina